# Filetia costulata
Filetia costulata là một loài thực vật có hoa trong họ Ô rô. Loài này được Miq. mô tả khoa học đầu tiên năm 1858.